# Sloanea ilicifolia
Sloanea ilicifolia är en tvåhjärtbladig växtart som beskrevs av Ignatz Urban. Sloanea ilicifolia ingår i släktet Sloanea och familjen Elaeocarpaceae. Inga underarter finns listade i Catalogue of Life.